# Hika Harada
 (août 2020).
Si vous disposez d'ouvrages ou d'articles de référence ou si vous connaissez des sites web de qualité traitant du thème abordé ici, merci de compléter l'article en donnant les références utiles à sa vérifiabilité et en les liant à la section « Notes et références ».
Hika Harada (原田 ひ香, Harada Hika) est née dans la Préfecture de Kanagawa en 1970, est une romancière et scénariste japonaise. Elle est diplômée en littérature japonaise de l’université d’Otsuma. Elle remporte en 2006 le 34ème prix NHK du meilleur scénario de dramatique radiophonique.

## Liste des ouvrages
- Hahaoya Western (母親ウエスタン), septembre 2012.
- Ivy House (アイビー・ハウス), mars 2013.
- Kanojo no kakeibo (彼女の家計簿), janvier 2014.
- Michirusan, kyō mo jōkigen (ミチルさん、今日も上機嫌), mai 2014.
- San'nin ya (三人屋), juin 2015.
- Girigiri (ギリギリ), septembre 2015 .
- Fukushūya narumi keisuke no jikenbo (復讐屋成海慶介の事件簿), novembre 2015.
- Muchitachi no ie (虫たちの家), juin 2016.
- Sanzen en no tsukaikata (三千円の使いかた), avril 2018.
- DRY, janvier 2019, Une grande famille (Atelier Akatombo, 2020).
- La bibliothèque des auteurs disparus (図書館のお夜食 (Toshokan no oyashoku?)), traduit par Jean-Baptiste Flamin, éditions Nami, DL 2025,  (ISBN 9782493816924)[1]